# Silo proximus
Silo proximus is een schietmot uit de familie Goeridae. De soort komt voor in het Palearctisch gebied.